# 乐仁规

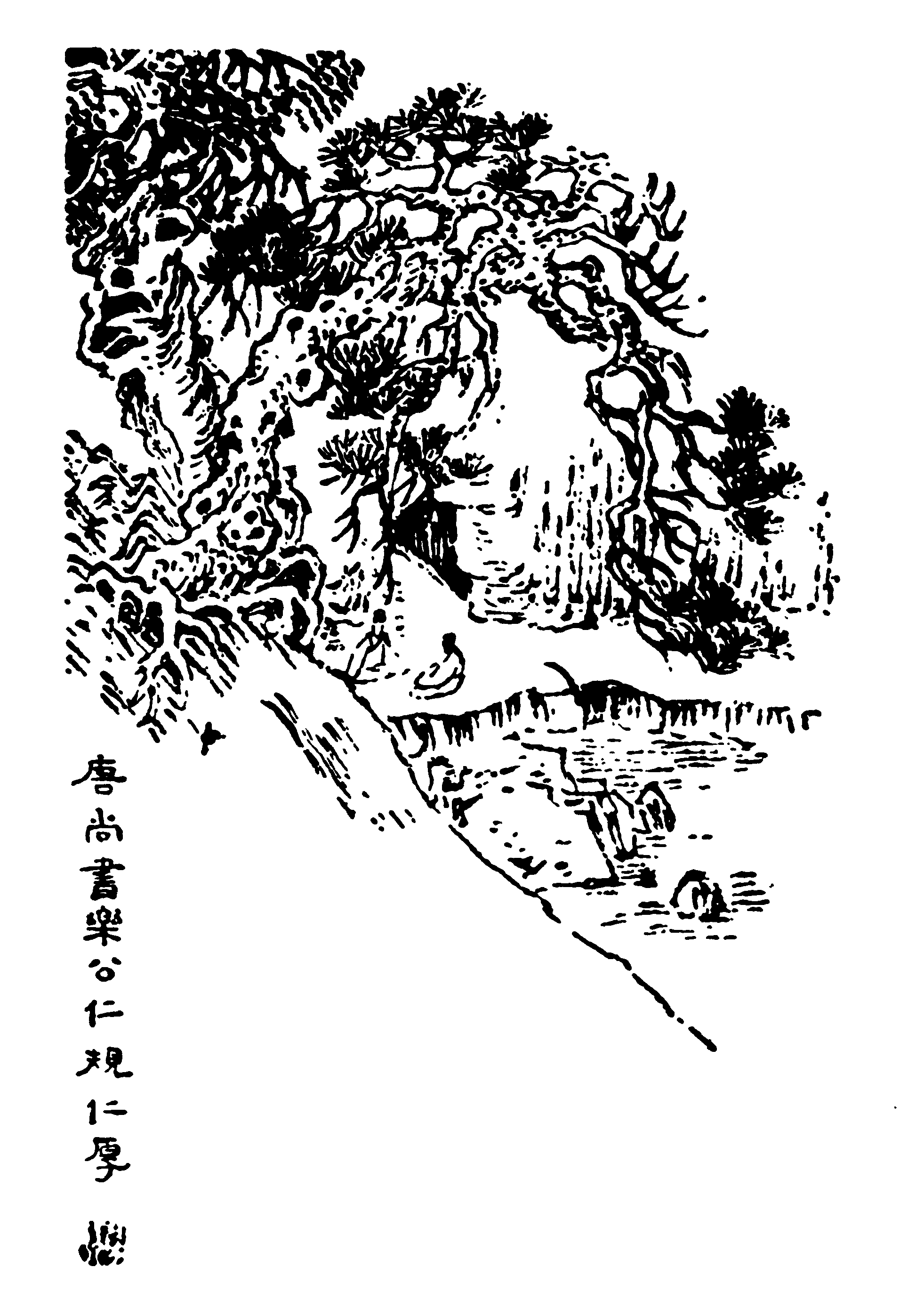
唐尚書樂公仁規仁厚（清代畫家虞琴所繪，出自《四明人鑑》）

乐仁规（？—？），唐朝大臣，籍甬东镇海（今浙江宁波）。乐良才、乐显扬的先祖，后者为北京同仁堂始祖。

## 生平简介
镇海大碶湖塘（今属北仑区）人。900年（唐昭宗光化三年），擢兵部尚书。因其制兵部司马之职，故又称大司马。
有弟乐仁厚，时刑部尚书兼御史大夫。兄弟同仕帝左右，为一时佳话。
《全唐文》：“……尔光禄大夫兵部尚书乐仁规，粤自蚤岁，有志事功，自北而南，在朕左右。”

## 遗迹
- 今宁波乐尚书宅
- 今北仑乐氏宗祠

## 延伸閱讀
[在维基数据编辑]
 《四明人鑑·唐尚書樂公仁規仁厚》，出自《四明人鑑》